# Un nou plagiat Zola
Un nou plagiat Zola este o operă literară scrisă de Ion Luca Caragiale. 